# كولونيا ذهبية
الكولونيا الذهبية (باللاتينية: Brugmansia aurea) نوع نباتي يتبع جنس الكولونيا من الفصيلة الباذنجانية. تسمى (بالإنجليزية: أبواق الملاك)‏ وهي من نباتات الزينة المهمة.

## الموئل والانتشار
موطنها الأصلي جبال الأنديس من كولومبيا إلى الإكوادور في أمريكا الجنوبية. هي من النباتات المهددة بالانقراض.

## الوصف النباتي
تعد نباتات الكولونيا شجيرات أو أشجار صغيرة ارتفاعها ما بين 3 و 11 مترًا. الأوراق متناوبة. الأزهار صفراء ذهبية منفردة وكبيرة ومتدلية. أشجار وشجيرات الكولونيا معمرة تعيش سنين طويلة.

## السمية
تحتوي كل أجزاء الكولونيا على مواد سامة.